# 家庭数据中心
家庭数据中心（family data center），是由路由器厂商提出的一种云家庭概念，以狭义物联网的方式将家庭内电子产品通过无线（有线）网络设备构建出一个小型数据中心，数据中心包含各联网电子物品的操作、控制以及存储传输等功能，但功能的实现依赖于统一的交互协议，目前传统电器商品（空调、冰箱、厨具）并不具备这一功能，而手机、平板电脑等传统需联网产品则支持，因此仍处于概念普及阶段。

## 定义
家庭数据中心概念的诞生在于早先人们对智能家居一种构想，设想未进家门智能自动辨识开门开灯，所有需要人力参与的操作均由系统自主控制完成，而这一设想的基础就在于一个初始系统的搭建。这一系统所存在的载体以及名称在各自领域中有不同的叫法，路由器因具有天生的24小时不下线、体积小、属于网络设备、普及度高等特性，因此以其为基础载体来构建家庭数据中心并非纯属空谈。
从2013年起以新兴路由器厂商为代表的一批企业（迅雷路由、小米路由、果壳路由等）在原路由领域内已经实现或未实现功能加以低端普及，如基础的读取存储作为资料中心的功能、远程控制、私有性加密等，这些只是概念的提出者，并且进度缓慢优势较小。在家居领域有一些传统的家电制造商目前也有推进此领域的计划，基于其自身在制造业的长期积累与科技实力，做出统一协议的产品并加以运用显然具备更高的先手优势。

## 实际应用
限于当前交互协议的限制，实际应用中的家庭数据中心功能主要为承担云端数据，仅作为一个拥有数据存储、数据收发的网络设备，该设备需支持多种跨端协议，如PC端的FTP、手机端的DLNA、应用不多的SAMBA等。另一需求则为较高的硬件配置以及较为成熟的网络方案，先进除去路由器仍有机顶盒等设备可以选择自行构建。自行构建根据设备不同涉及内容较为复杂，这里并不做详细阐述，如有兴趣搭建请移步其它有讨论此内容的地方。